# (73068) 2002 FK33
(73068) 2002 FK33 – planetoida z pasa głównego asteroid okrążająca Słońce w ciągu 3,23 lat w średniej odległości 2,19 j.a. Odkryta 20 marca 2002 roku.